# 7344 Summerfield
A 7344 Summerfield (ideiglenes jelöléssel 1992 LU) a Naprendszer kisbolygóövében található aszteroida. Carolyn S. Shoemaker és David H. Levy fedezte fel 1992. június 4-én.